# Concerto pour piano no 1 de Prokofiev
Pour les articles homonymes, voir Concerto pour piano (homonymie).
Le Concerto pour piano no 1 en ré bémol majeur, op. 10 de Sergueï Prokofiev a été composé entre 1911 et 1912. Le dessin en est continu, mais il respecte la forme du concerto classique, deux mouvements rapides encadrant un mouvement lent. 
C'est le premier des cinq concertos qu'il a écrits. Il s'agit d'une œuvre de jeunesse du musicien, composée alors qu'il avait 20 ans et était étudiant au Conservatoire de Saint-Pétersbourg. Il la dédie à Nicolas Tcherepnine, enseignant et compositeur qui avait un jugement très critique vis-à-vis de son jeune élève. La création en a été donnée le 7 août 1912 avec le musicien comme soliste sous la direction de Constantin Saradjev (en). Il présente un an plus tard cette même partition au concours Rubinstein, qu'il gagne.

## Analyse de l'œuvre
Son écriture est particulièrement novatrice et l'accueil fut mitigé. Prokofiev considère ce concerto comme « sa première partition plus ou moins mature ». Le matériau initial, qui est repris par la suite, apparaît comme une ritournelle un peu désuète, et contribue à l'impression d'unité qui se dégage de l'œuvre.

### Allegro brioso (environ 7 min)
L'introduction est d'une grandeur qui rappelle la tradition du concerto romantique, à la manière de Piotr Ilitch Tchaïkovski ou Sergueï Rachmaninov. Ce premier mouvement est d'une grande variété interne, et comporte plusieurs ruptures complètes de caractère. Ainsi, à l'exposition du thème en ré bémol majeur succède rapidement et sans transition un solo du piano... en ut. Le thème central en mi mineur, grave et angoissé, est également exposé sans transition et constitue donc une forte rupture. Le mouvement se conclut par le retour du thème principal, enchaîné cette fois à ce qui précède. 

### Andante assai (environ 4 min 30 s)
C'est un mouvement lent, et il débute par un thème très expressif (en sol dièse mineur), de caractère assez onirique. Exposé d'abord par les premiers violons, il est prolongé par la clarinette, soutenue par les cordes en sourdines. Le piano entre alors en scène, et rejoue ce thème dans un solo qui approfondit l'atmosphère intimiste. Après un court échange avec les solistes à vent, le thème est réexposé avec plus d'ampleur (en fortissimo). Peu à peu, l'atmosphère se calme ; le mouvement s'achève par un accord incertain des vents, auquel s'ajoute un arpège irrégulier du piano descendant vers le grave. La note finale (un la bémol très grave) indique bien que la fin de ce mouvement est suspensive, et annonce le mouvement final.

### Allegro scherzando (environ 4 min 20 s)
Il répète largement la structure du premier mouvement : un premier thème très rapide et bref est enchaîné avec un motif qu'on trouve sous une forme proche dans le premier mouvement. Un thème mineur semblable à celui du premier mouvement suit, amené sans transition comme dans le premier mouvement. Et le thème initial du concerto revient ensuite en forme de conclusion, dans un tutti allègre de l'orchestre.
Ce concerto est donc construit selon un principe cyclique : un ou plusieurs thèmes reviennent dans les différents mouvements, ce qui donne à l'ensemble une très grande unité.